# ما سه-گون
ما سه-گون (انگلیسی: Ma Se-geon؛ زادهٔ ۲۴ ژانویهٔ ۱۹۹۴) شمشیرباز اهل کره جنوبی است.